# Blackbird (chanson des Beatles)
Pour les articles homonymes, voir Blackbird.
Pistes de The Beatles
I'm So Tired
(10) Piggies
(12)
Blackbird est une chanson des Beatles, parue sur l'« Album blanc » le 22 novembre 1968 en Grande-Bretagne, et trois jours plus tard aux États-Unis. Si elle est en fait composée par l'unique Paul McCartney, elle est créditée Lennon/McCartney, comme toutes les chansons du groupe composées par John Lennon ou Paul McCartney, en collaboration ou non. Ce dernier l'enregistre seul à la guitare acoustique le 11 juin 1968 aux studios EMI d'Abbey Road.
Le morceau trouve son inspiration dans la Bourrée en mi mineur (en) de Jean-Sébastien Bach. C'est en essayant de l'apprendre que McCartney en compose une variante, devenue Blackbird. Les paroles s'inspirent du combat des Noirs américains pour leurs droits civiques en Amérique, représentés par l'image d'un merle noir blessé (blackbird en anglais) qui se débat pour apprendre à voler. La musique consiste simplement en un fingerpicking à la guitare acoustique, accompagné du chant d'un merle en fond sonore dans le dernier couplet.

## Historique

### Genèse

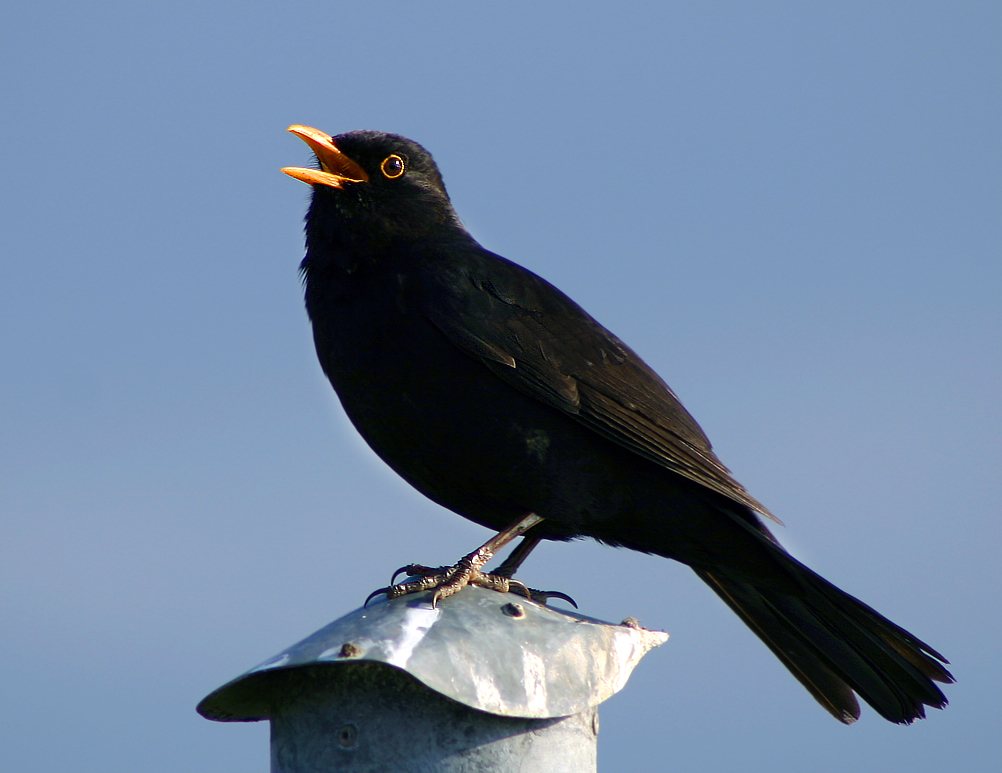
La métaphore du merle noir à l'aile brisée qui chante sa détresse fait référence aux Noirs qui font entendre leurs voix en Amérique.

Deux versions différentes circulent au sujet de l'histoire de la création de Blackbird. Une chose sûre est qu'elle est composée par Paul McCartney pendant le séjour des Beatles en Inde, entre février et avril 1968.
Selon la première version, McCartney s'est simplement réveillé un matin et a entendu un merle noir chanter. Il a pris sa guitare et s'est mis à « transcrire » le chant de l'oiseau en musique. La deuxième histoire suppose qu'il ait entendu à la radio des nouvelles concernant les tensions raciales aux États-Unis, et ait composé la chanson en référence aux Noirs américains (« blackbird » signifie littéralement « oiseau noir » tandis que « bird » est un mot d'argot en Angleterre pour désigner une jeune fille). Le journaliste Steve Turner réfute cette hypothèse, mentionnant que l'assassinat de Martin Luther King, qui a déclenché les émeutes d'avril 1968, s'est produit une semaine après que McCartney est revenu d'Inde le 26 mars, avec sa composition déjà terminée. 
Mais les tensions raciales et le mouvement afro-américain des droits civiques existaient déjà depuis des années et en fait le journaliste a tort. Ce sont les événements connus sous l'appellation des neuf de Little Rock qui ont inspiré cette chanson. Paul McCartney avait 15 ans au moment de l'affaire qui a eu un retentissement mondial à l'époque. Donc environ le même âge que certains des neuf et notamment d'une jeune fille que Paul McCartney rencontra longtemps plus tard à savoir Elizabeth Eckford, future militante des droits civiques. La rencontre eut lieu en 2016 dans les loges de son concert à Little Rock et l'anecdote est racontée par Paul McCartney lui-même. 
En fait, McCartney a expliqué que l'inspiration originale vient d'une composition de Bach, la Bourrée en mi mineur (en), que George Harrison et lui tentaient d'apprendre depuis leur jeunesse. Incapable de la jouer correctement, il a développé sa propre mélodie en s'inspirant du jeu à deux voix : le pouce jouant la ligne de basse et les autres doigts la mélodie.
Paul McCartney ajoute foi à l'histoire des tensions raciales américaines ayant inspiré Blackbird. Il explique : « J'avais en tête une femme noire plutôt qu'un oiseau noir. C'était l'époque du mouvement des droits civiques, qui nous passionnait beaucoup. C'est donc vraiment une chanson adressée à une femme noire prise avec ces problèmes en Amérique : « continuez à essayer, gardez la foi, il y a de l'espoir ». Comme d'habitude avec mes compositions, c'était voilé. Plutôt que de parler spécifiquement d'une femme noire vivant à Little Rock, elle est devenue symboliquement un oiseau, pour que ça convienne aux problèmes de tout le monde. » À ce propos, Paul McCartney évoque la militante afro-américaine Angela Davis comme étant la personne à laquelle il pensait en composant sa chanson. Par ailleurs, lors d'un concert caritatif à New York en avril 2009, avant d'entamer Blackbird, il déclare : « C'est si bien de réaliser que plusieurs questions sur les droits civiques ont été résolues. Maintenant, nous avons le président Obama ».

### Enregistrement
Blackbird est enregistrée par Paul McCartney dans le studio no 2 d'Abbey Road, dans la soirée du 11 juin 1968, alors que le studio no 3 est occupé par John Lennon, qui travaille sur sa pièce expérimentale Revolution 9. Le producteur George Martin et les ingénieurs Geoff Emerick et Phil McDonald se promènent d'un studio à l'autre toute la soirée pour superviser les deux enregistrements.

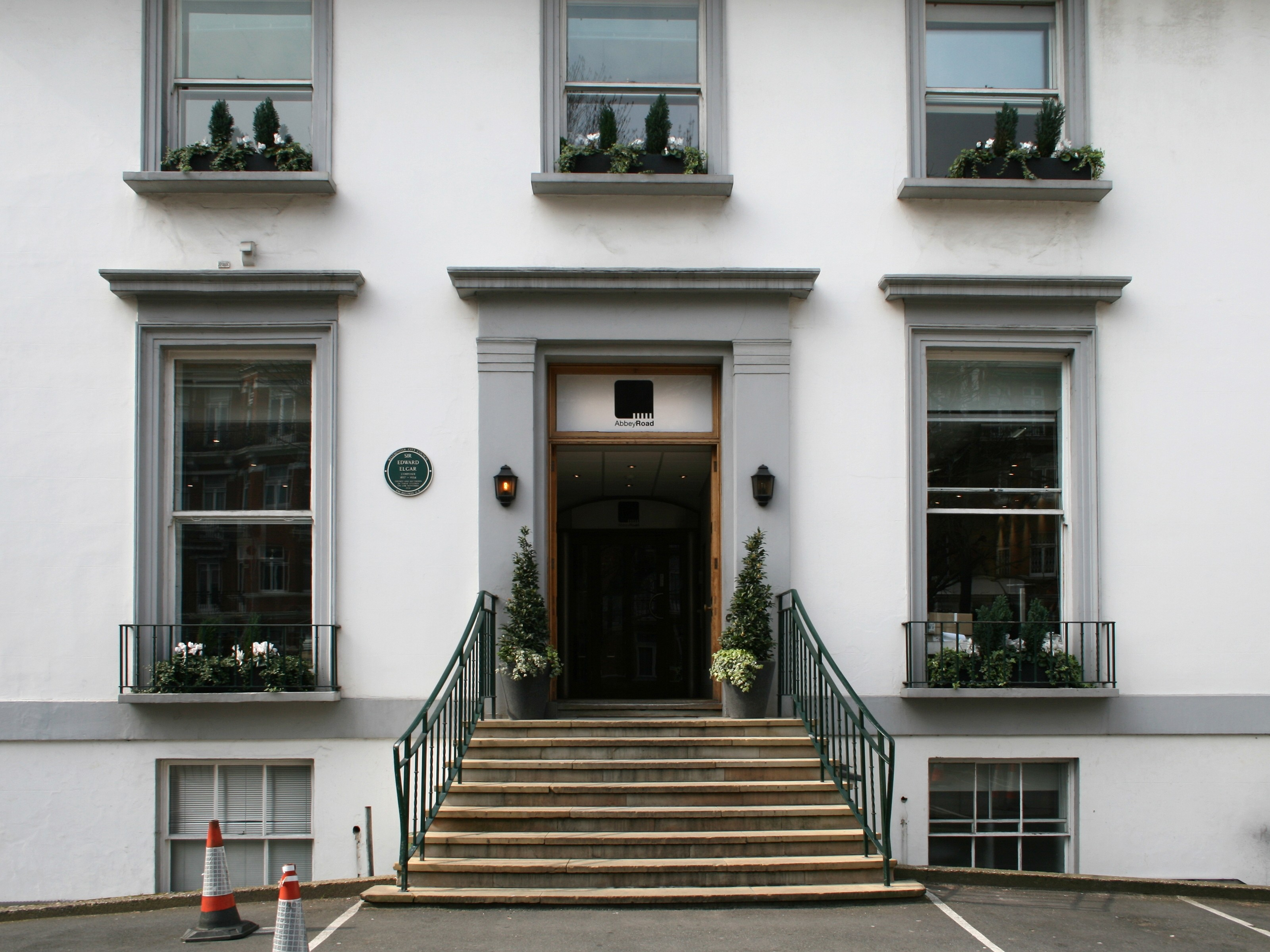
L'entrée des studios EMI d'Abbey Road où est enregistrée la chanson, le 11 juin 1968.

La chanson est enregistrée en 32 prises. McCartney ne fait que chanter en jouant de la guitare acoustique, accompagné par ce qui ressemble à un métronome marquant le tempo mais en réalité ce sont ses pieds marquant la mesure sur le sol du studio. Seuls deux overdubs sont effectués lors de la session. Le premier consiste en une piste de chant sur laquelle le musicien double sa propre voix. Ce procédé est devenu inhabituel en 1968, puisque depuis Revolver les Beatles utilisent principalement le doublage automatique (ADT) pour leurs parties vocales. L'autre ajout sur bande est un enregistrement d'un merle chantant, enregistré dans un jardin par l'ingénieur du son Stuart Eltham en 1965, et trouvé dans la collection d'effets sonores des studios EMI, que John Lennon utilise beaucoup durant la soirée, pour ses collages sonores dans le studio no 3. Cet effet sonore est mixé différemment en mono et en stéréo.

### Reprises et utilisations
La chanson Blackbird a été reprise par une multitude d'artistes, notamment Jaco Pastorius, The Paragons, Drake Bell, Crosby, Stills & Nash, José Feliciano, Dave Grohl, Marillion, Jesse McCartney, Denny Laine, Bobby McFerrin, Billy Preston, Carly Simon, Evan Rachel Wood, Brad Mehldau, Petula Clark, Elliott Smith, les King's Singers et les Swingle Singers. Sarah McLachlan l'a interprétée pour la musique du film américain Sam, je suis Sam. Elle est aussi utilisée en 2011 dans la série américaine Glee et cette version a atteint la 37e position du Billboard Hot 100. En 2019, une élève nommée Emma Stevens a publié une version de la chanson sur YouTube après qu'elle et son professeur de musique, Carter Chiasson, l'eurent enregistrée à l'école secondaire Allison Bernard, à Eskasoni, en Nouvelle-Écosse, pour souligner l'Année internationale des langues autochtones, proclamée par les Nations unies. Les paroles ont été traduites en mi'kmaq par une autre membre de la communauté, Katani Julian. Paul McCartney lui-même a encensé cette reprise.
La chanson est utilisée sur Love, la bande sonore du spectacle éponyme du Cirque du Soleil. Elle introduit durant les premières 26 secondes une autre chanson de Paul McCartney, Yesterday. Pour se fondre dans celle-ci, la musique a été abaissée d'un ton et fusionnée en une piste nommée Blackbird/Yesterday. À la refonte du spectacle, en 2016, on rajoute au montage plusieurs mesures de plus comprenant certaines des paroles précédée de l'intro de la chansons It's All Too Much.

## Analyse artistique
Les paroles de la chanson décrivent un « oiseau noir chantant dans le calme de la nuit » (« blackbird singing in the dead of night »). Le chanteur lui dit d'utiliser ses ailes brisées et d'apprendre à voler, puisqu'« [il n'attendait] que ce moment pour s'envoler et être libre » (« you were only waiting for this moment to arise/to be free »). Le texte est métaphorique, l'oiseau se débattant pour voler illustrant bien les efforts des Afro-Américains pour faire entendre leurs droits depuis les années 1950.
Blackbird est une ritournelle typiquement folk, dans le même esprit dépouillé que la plupart des chansons de l'« Album blanc », qui ont été composées en Inde sur les seuls instruments disponibles, des guitares acoustiques. Paul McCartney explique la simplicité de la chanson : « C'est un concept assez simple, car il n'y a rien à rajouter par-dessus. À l'époque de Pepper, on l'aurait travaillé jusqu'à pouvoir ajouter des violons ou des trompettes. Mais ce morceau n'en a pas besoin, il n'y a pratiquement rien dans cette chanson. Même quand on a pensé ajouter quelque chose après le faux final, on s'est contenté d'un chant de merle. »
La chanson est dans la tonalité de sol majeur, et la signature rythmique varie constamment entre 3/4, 4/4 et 2/4. Paul McCartney joue de la guitare en fingerpicking, c'est-à-dire avec ses doigts, et non un médiator. Il chante seul pendant les couplets, puis sa voix est doublée pour les refrains.

## Fiche technique

### Interprètes
- Paul McCartney : chant, guitare acoustique, tapotements des pieds, boucles
- George Martin : production
- Stuart Eltham : effets sonores
- Geoff Emerick : prise de son
- Phil McDonald : prise de son (assistant)

## Reprises
Blackbird est une des chansons les plus reprises de l'histoire. La liste qui suit est donc loin d'être exhaustive.

### En pop/rock
- Crosby, Stills & Nash ont interprétés plusieurs fois cette chanson, notamment au Festival de Woodstock en 1969. Elle apparait aussi sur les albums live Allies (1983), CSNY 1974 (2014) et Live at the Fillmore East, 1969 (2024).
- Billy Preston sur Music Is My Life (1972).
- Justin Hayward sur Classic Blue (1994).
- Phish sur Live Phish Volume 13 (1994), dans lequel ils reprennent toutes les chansons du White Album.
- Marillion sur Unplugged at the Walls (1998).
- Sarah McLachlan en 2001, pour la bande originale du film Sam, je suis Sam.
- Carly Simon sur Into White (2007).
- Neil Diamond sur Dreams (2010).
- Petula Clark sur From Now On (2016).
- Beyoncé sur Cowboy Carter (2024) qui atteint la 27e position à sa première semaine du Billboard Hot 100[7].

### En jazz
- Jaco Pastorius sur Word of Mouth (1981).
- Bobby McFerrin en a enregistré une version a cappella sur son album The Voice (1984).
- Le pianiste de jazz Brad Mehldau a enregistré cette chanson trois fois : en trio sur The Art of the Trio, Vol. 1 (1997) ; en duo avec Anne Sofie von Otter sur Love Songs ; en piano solo sur son album 10 Years solo live (2015).
- Biréli Lagrène et Sylvain Luc sur Duet (1999).
- Sara Gazarek en a fait un medley avec Bye Bye Blackbird sur Yours (2005) et Dream in the Blue (2016).
- Hiromi Uehara l'a reprise sur son album Spectrum (2019)[14].
- Cory Wong l'a reprise en 2020 sur son album acoustique Trail Songs (Dusk).

### En reggae
- The Paragons (1973).

### Au cinéma
- Dans le film d'animation Baby Boss (2017).